# بيرسقا
بيرسقا (بالفارسية: پیرسقا) هي مستوطنة تقع في قسم تشاراويماق الجنوبي الغربي الريفي في إيران. يقدر عدد سكانها بـ 171 نسمة .